# هوراس أوت
هوراس أوت (بالإنجليزية: Horace Ott)‏ هو كاتب أغاني وملحن ومنتج أسطوانات وعازف بيانو أمريكي، ولد في 15 أبريل 1933 في سانت ماثيوز في الولايات المتحدة.

## وصلات خارجية
- هوراس أوت على موقع IMDb (الإنجليزية)
- هوراس أوت على موقع ميوزك برينز (الإنجليزية)
- هوراس أوت على موقع أول ميوزيك (الإنجليزية)
- هوراس أوت على موقع ديسكوغز (الإنجليزية)